# 石戸谷健一
石戸谷 健一（いしとや けんいち、1949年〈昭和24年〉2月1日 - ）は、NHKの元エグゼクティブアナウンサー。

## 人物
秋田県立大館鳳鳴高等学校を経て早稲田大学卒業後、1971年入局。正職員時代には主に報道番組のキャスターを担当していた。
2009年の60歳定年制度により東京アナウンス室を退職し、現在は日本語センターで講師を務めている。

## 過去の出演番組
東京アナウンス室（2度目）時代
- ニュースウィークリー
- NHKニュース (午後7時)

1987.08～1989.03（土日）
1990.04～1991.03（平日）
- NHKニュース（正午）　1989.04～1990.03

名古屋局時代
- ニュースウェーブNHK東海　1991.08～1992.03
- ナビゲーション　1993.04～1994.03
- ウイークエンド中部　1994.04～1995.03

東京アナウンス室（3度目）時代
- ことばてれび
- 素敵なはなしことば（制作）
- 国会中継
- NHKニュース7（1995年8月5日〜8月6日） 宮田修の代理
- NHKニュース9（1995年8月21日〜8月25日） 藤澤秀敏の代理
- NHKニュース11（1996年7月29日〜8月2日、6日〜9日）松平定知の代理

仙台局時代
- ウィークエンド東北（1998年4月〜2000年3月）

東京異動後
- NHKきょうのニュース
- NHKジャーナルメインキャスター（2001年8月6日〜10日）梅津正樹の夏季休暇に伴う代行
- 海外安全情報（〜2007年3月）

## その他
- NHKワールド・ラジオ日本の日本語周波数案内の一部時間帯とラジオ第2放送で流れる外国語ニュースの一部番組（開始冒頭）で収録アナウンスが流れている。